# 尖山 (雲林縣)
尖山，是臺灣雲林縣水林鄉的一個傳統地域名稱，位於該鄉中部略偏西。相較於今日行政區，其範圍大致包括大山村東大半部不含南部邊界地帶中段、尖山村南大半部、水南村西端、大溝村東南端。

## 歷史
臺灣清治末期至日治初期，尖山地區為一（舊制）街庄，稱為「尖山庄」，隸屬於尖山堡。該庄北與萬興庄為鄰，東與水燦林庄、後藔庄為鄰，南邊為蕃薯厝庄，西邊為食水堀庄、大溝庄。
1901年（日治明治三十四年）11月，全臺廢縣廳改設二十廳，該庄隸屬於斗六廳。1903年（明治三十六年）6月，該庄編入「牛挑灣區」，隸屬於斗六廳。1909年（明治四十二年）10月，合併二十廳為十二廳，牛挑灣區改隸屬於嘉義廳。1920年（大正九年），全臺地方制度大改正，廢十二廳改設五州二廳，該庄改制為「尖山」大字，隸屬於臺南州北港郡水林庄（新制街庄）。
戰後水林庄改制為水林鄉，隸屬於臺南縣，大字亦改制為村。1950年10月，雲、嘉、南分治，水林鄉改隸屬雲林縣。

## 聚落
本地區發展較早的聚落有大尖山（大山）、中尖山、頂尖山等，在日治期初期的官方地圖上已有記載。

## 交通
縣道164號是金湖至民雄的道路，經過本地區北部邊界地帶暨頂尖山聚落的北側。由該道路向西微北可前往口湖鄉，並止於該鄉西部的省道台17線、台61線共線路口（金湖聚落東側）；向東微南可前往北港鎮、六腳鄉東北端、新港鄉、民雄鄉，並止於縣道162乙線轉角路口。
鄉道雲146線是宜梧至大山的道路，其東側端點（終點）位於本地區東北部的縣道164號路口（大山聚落東北郊）。由此向西南經大山聚落西郊後轉西微南，可前往食水堀、椬梧，並止於鄉道雲143線轉角路口。
鄉道雲151線是蘇秦寮至蕃薯厝的道路，經過本地區頂尖山、中尖山、大尖山（大山）三個聚落。由該道路向北北東可前往萬興、牛挑灣、車巷口，並止於該地區東部蘇秦寮聚落西側的鄉道雲165線路口；向南微西可前往蕃薯厝，並止於鄉道雲155線路口。
鄉道雲154線是大尖山至扶朝里的道路，其西側端點（起點）位於本地區大尖山聚落北郊的鄉道雲151線轉角路口。由此向東微南可前往後寮/水林交界地帶、後寮、水林地區東南部的海埔寮聚落、後寮地區東北部、溪墘厝地區北部的湖子內聚落、扶朝家，並止於鄉道雲163線路口。

## 學校
- 尖山國小